# Johann Reinhold Forster

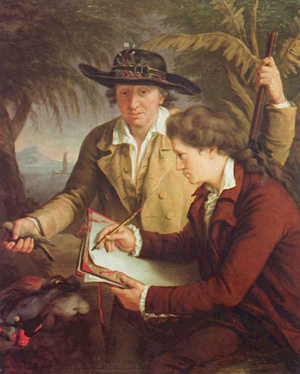
Johann Reinhold Forster và Georg Forster ở Tahiti, của John Francis Rigaud (1742–1810), 1780.

Johann Reinhold Forster (22 tháng 11 năm 1729 – 9 tháng 12 năm 1798) là một mục sư người Đức và là nhà tự nhiên học gốc Scotland, ông đã có nhiều đóng góp cho ngành điểu học thời kỳ đầu của châu Âu và Bắc Mỹ. Ông nổi tiếng nhất với vai trò là nhà tự nhiên học trên chuyến hành trình Thái Bình Dương thứ hai của James Cook cùng với con trai ông Georg Forster. Những chuyến tham hiểm này giúp ông thăng tiến và những phát hiện của ông trở thành hòn đá tảng của chủ nghĩa chuyên nghiệp thực dân và giúp đặt nền móng cho sự phát triển tương lai của nhân chủng học và dân tộc học. Chúng cũng đầu thời tạo tiền đề cho những quan ngại chung về ảnh hưởng mà sự thay thế của môi trường vật lý cho sự mở rộng kinh tế của châu Âu sẽ tạo ra đối với xã hội ngoại lai.
Tên của ông được đặt cho tên khoáng vật Forsterit.